# Sommer-Paralympics 2016/Teilnehmer (Kanada)
| stlisierte Goldmedaille | stlisierte Silbermedaille | stlisierte Bronzemedaille |
| ----------------------- | ------------------------- | ------------------------- |
| 8                       | 10                        | 11                        |

Kanada entsandte 73 Athletinnen und 80 Athleten zu den Paralympischen Sommerspielen 2016 in Rio de Janeiro, die in 19 Sportarten antraten. Fahnenträger für Kanada bei der Eröffnungsfeier war der Rollstuhlbasketballer David Eng.

## Medaillen

### Medaillenspiegel
| Rang   | Sportart          | Gold | Silber | Bronze | Gesamt |
| ------ | ----------------- | ---- | ------ | ------ | ------ |
| 1      | Schwimmen         | 4    | 2      | 2      | 8      |
| 2      | Leichtathletik    | 3    | 3      | 2      | 8      |
| 3      | Radsport (Straße) | 1    | 1      | 4      | 6      |
| 4      | Radsport (Bahn)   | 0    | 2      | 1      | 3      |
| 5      | Segeln            | 0    | 1      | 1      | 2      |
| 6      | Triathlon         | 0    | 1      | 0      | 1      |
| 7      | Rudern            | 0    | 0      | 1      | 1      |
| Gesamt | Gesamt            | 8    | 10     | 11     | 29     |

## Teilnehmer nach Sportart

### Boccia
| Mixed                                         |            |                     |      |   |   |               |               |               |               |               |               |    |
| Eric Bussiere                                 | Einzel BC3 | K. Verwimp          | 2:7  | 0 | 3 | ausgeschieden | ausgeschieden | ausgeschieden | ausgeschieden | ausgeschieden | ausgeschieden | 17 |
| Eric Bussiere                                 | Einzel BC3 | Kim H.-s.           | 1:4  | 0 | 3 | ausgeschieden | ausgeschieden | ausgeschieden | ausgeschieden | ausgeschieden | ausgeschieden | 17 |
| Bruno Garneau                                 | Einzel BC3 | J. Macedo           | 2:7  | 0 | 3 | ausgeschieden | ausgeschieden | ausgeschieden | ausgeschieden | ausgeschieden | ausgeschieden | 17 |
| Bruno Garneau                                 | Einzel BC3 | Choi Y.-j.          | 1:8  | 0 | 3 | ausgeschieden | ausgeschieden | ausgeschieden | ausgeschieden | ausgeschieden | ausgeschieden | 17 |
| Alison Levine                                 | Einzel BC4 | M. Dispaltro        | 2:5  | 1 | 2 | P. Larpyen    | 2:3           | ausgeschieden | ausgeschieden | ausgeschieden | ausgeschieden | 5  |
| Alison Levine                                 | Einzel BC4 | Zheng Y.            | 2:5  | 1 | 2 | P. Larpyen    | 2:3           | ausgeschieden | ausgeschieden | ausgeschieden | ausgeschieden | 5  |
| Alison Levine                                 | Einzel BC4 | Lin X.              | 6:1  | 1 | 2 | P. Larpyen    | 2:3           | ausgeschieden | ausgeschieden | ausgeschieden | ausgeschieden | 5  |
| Marco Dispaltro                               | Einzel BC4 | A. Levine           | 5:2  | 1 | 4 | ausgeschieden | ausgeschieden | ausgeschieden | ausgeschieden | ausgeschieden | ausgeschieden | 13 |
| Marco Dispaltro                               | Einzel BC4 | Lin X.              | 1:6  | 1 | 4 | ausgeschieden | ausgeschieden | ausgeschieden | ausgeschieden | ausgeschieden | ausgeschieden | 13 |
| Marco Dispaltro                               | Einzel BC4 | Zheng Y.            | 0:9  | 1 | 4 | ausgeschieden | ausgeschieden | ausgeschieden | ausgeschieden | ausgeschieden | ausgeschieden | 13 |
| Bruno Garneau Eric Bussiere Marylou Martineau | Doppel BC3 | Südkorea            | 1:10 | 0 | 4 | —             | —             | ausgeschieden | ausgeschieden | ausgeschieden | ausgeschieden | 7  |
| Bruno Garneau Eric Bussiere Marylou Martineau | Doppel BC3 | Brasilien           | 2:11 | 0 | 4 | —             | —             | ausgeschieden | ausgeschieden | ausgeschieden | ausgeschieden | 7  |
| Bruno Garneau Eric Bussiere Marylou Martineau | Doppel BC3 | Belgien             | 0:7  | 0 | 4 | —             | —             | ausgeschieden | ausgeschieden | ausgeschieden | ausgeschieden | 7  |
| Marco Dispaltro Iulian Ciobanu Alison Levine  | Doppel BC4 | Brasilien           | 3:4  | 1 | 3 | —             | —             | ausgeschieden | ausgeschieden | ausgeschieden | ausgeschieden | 5  |
| Marco Dispaltro Iulian Ciobanu Alison Levine  | Doppel BC4 | Volksrepublik China | 3:2  | 1 | 3 | —             | —             | ausgeschieden | ausgeschieden | ausgeschieden | ausgeschieden | 5  |
| Marco Dispaltro Iulian Ciobanu Alison Levine  | Doppel BC4 | Thailand            | 3:7  | 1 | 3 | —             | —             | ausgeschieden | ausgeschieden | ausgeschieden | ausgeschieden | 5  |

### Bogenschießen
| Athleten                   | Wettbewerb    | Qualifikation | Qualifikation | 1. Runde    | 1. Runde | Achtelfinale     | Achtelfinale  | Viertelfinale       | Viertelfinale | Halbfinale    | Halbfinale    | Finale        | Finale        | Rang |
| Athleten                   | Wettbewerb    | Ringe         | Rang          | Gegner      | Ergebnis | Gegner           | Ergebnis      | Gegner              | Ergebnis      | Gegner        | Ergebnis      | Gegner        | Ergebnis      | Rang |
| -------------------------- | ------------- | ------------- | ------------- | ----------- | -------- | ---------------- | ------------- | ------------------- | ------------- | ------------- | ------------- | ------------- | ------------- | ---- |
| Männer                     |               |               |               |             |          |                  |               |                     |               |               |               |               |               |      |
| Kevin Evans                | Compound Open | 656           | 22            | G. Cancelli | 128:146  | ausgeschieden    | ausgeschieden | ausgeschieden       | ausgeschieden | ausgeschieden | ausgeschieden | ausgeschieden | ausgeschieden | 17   |
| Frauen                     |               |               |               |             |          |                  |               |                     |               |               |               |               |               |      |
| Karen van Nest             | Compound Open | 654           | 4             | —           | —        | N. Syahidah Alim | 135:140       | ausgeschieden       | ausgeschieden | ausgeschieden | ausgeschieden | ausgeschieden | ausgeschieden | 9    |
| Mixed                      |               |               |               |             |          |                  |               |                     |               |               |               |               |               |      |
| Kevin Evans Karen van Nest | Compound Team | 1310          | 7             | —           | —        | Spanien          | 144:137       | Volksrepublik China | 143:155       | ausgeschieden | ausgeschieden | ausgeschieden | ausgeschieden | 5    |

### Goalball
| Wettbewerb    | Männer                                                                             | Frauen                                                                                 |
| ------------- | ---------------------------------------------------------------------------------- | -------------------------------------------------------------------------------------- |
| Athleten      | Brendan Gaulin Bruno Hache Simon Richard Doug Ripley Ahmad Zeividavi Blair Nesbitt | Ashlie Marie Andrews Whitney Bogart Amy Burk Jillian Macsween Nancy Morin Meghan Mahon |
| Gruppenphase  | Brasilien (3:11) Deutschland (7:5) Algerien (13:17) Schweden (3:6)                 | Türkei (4:12) Ukraine (3:2) Volksrepublik China (3:8) Australien (6:0)                 |
| Viertelfinale | Litauen (4:5)                                                                      | Vereinigte Staaten (0:2)                                                               |
| Halbfinale    | ausgeschieden                                                                      | ausgeschieden                                                                          |
| Rang          | 5                                                                                  | 5                                                                                      |

### Judo
| Athleten        | Wettbewerb       | 1. Runde   | 1. Runde | 1. Hoffnungsrunde | 1. Hoffnungsrunde | Viertelfinale | Viertelfinale | 2. Hoffnungsrunde | 2. Hoffnungsrunde | Halbfinale    | Halbfinale    | Kampf um Gold/Bronze | Kampf um Gold/Bronze | Rang |
| Athleten        | Wettbewerb       | Gegner     | Erg.     | Gegner            | Erg.              | Gegner        | Erg.          | Gegner            | Erg.              | Gegner        | Erg.          | Gegner               | Erg.                 | Rang |
| --------------- | ---------------- | ---------- | -------- | ----------------- | ----------------- | ------------- | ------------- | ----------------- | ----------------- | ------------- | ------------- | -------------------- | -------------------- | ---- |
| Männer          |                  |            |          |                   |                   |               |               |                   |                   |               |               |                      |                      |      |
| Tony Walby      | Klasse bis 90 kg | J. Lencina | DSQ      | ausgeschieden     | ausgeschieden     | ausgeschieden | ausgeschieden | ausgeschieden     | ausgeschieden     | ausgeschieden | ausgeschieden | ausgeschieden        | ausgeschieden        | 10   |
| Frauen          |                  |            |          |                   |                   |               |               |                   |                   |               |               |                      |                      |      |
| Priscilla Gagne | Klasse bis 52 kg | —          | —        | —                 | —                 | C. Abdellaoui | 01:0          | L. Lohatska       | 100:0             | —             | —             | S. Salaeva           | 0:001                | 5    |

### Leichtathletik
Laufen
| Athleten                                                 | Wettbewerb       | Vorlauf      | Vorlauf | Halbfinale | Halbfinale | Finale        | Finale        | Rang |
| Athleten                                                 | Wettbewerb       | Zeit         | Rang    | Zeit       | Rang       | Zeit          | Rang          | Rang |
| -------------------------------------------------------- | ---------------- | ------------ | ------- | ---------- | ---------- | ------------- | ------------- | ---- |
| Männer                                                   |                  |              |         |            |            |               |               |      |
| Austin Smeenk                                            | 100 m T34        | 16,03 s      | 2       | —          | —          | 16,21 s       | 6             | 6    |
| Brent Lakatos                                            | 100 m T53        | 14,43 s      | 1       | —          | —          | 14,44 s       | 1             |      |
| Jean-Philippe Maranda                                    | 100 m T53        | 16,02 s      | 6       | —          | —          | ausgeschieden | ausgeschieden | 17   |
| Brent Lakatos                                            | 400 m T53        | 50,47 s      | 1       | —          | —          | 48,52 s       | 2             |      |
| Jean-Philippe Maranda                                    | 400 m T53        | 52,24 s      | 4       | —          | —          | ausgeschieden | ausgeschieden | 10   |
| Curtis Thom                                              | 400 m T54        | 47,93 s      | 5       | —          | —          | ausgeschieden | ausgeschieden | 9    |
| Alexandre Dupont                                         | 400 m T54        | 49,28 s      | 6       | —          | —          | ausgeschieden | ausgeschieden | 16   |
| Austin Smeenk                                            | 800 m T34        | 1:47,61 min  | 4       | —          | —          | DSQ           | DSQ           | 8    |
| Brent Lakatos                                            | 800 m T53        | 1:43,37 min  | 1       | —          | —          | 1:43,09 min   | 3             |      |
| Jean-Philippe Maranda                                    | 800 m T53        | 1:44,98 min  | 8       | —          | —          | ausgeschieden | ausgeschieden | 13   |
| Josh Cassidy                                             | 800 m T54        | 1:39,86 min  | 8       | —          | —          | ausgeschieden | ausgeschieden | 20   |
| Alexandre Dupont                                         | 800 m T54        | 1:40,37 min  | 6       | —          | —          | ausgeschieden | ausgeschieden | 21   |
| Jason Joseph Dunkerley Guide: Josh Karanja               | 1500 m T11       | 4:14,99 min  | 2       | —          | —          | 4:07,98 min   | 5             | 5    |
| Guillaume Ouellet                                        | 1500 m T13       | —            | —       | —          | —          | 3:57,98 min   | 9             | 9    |
| Liam Stanley                                             | 1500 m T37       | —            | —       | —          | —          | 4:16,72 min   | 2             |      |
| Shayne Dobson                                            | 1500 m T37       | —            | —       | —          | —          | 4:21,06 min   | 5             | 5    |
| Mitchell Chase                                           | 1500 m T38       | —            | —       | —          | —          | 4:28,44 min   | 4             | 4    |
| Josh Cassidy                                             | 1500 m T54       | 3:05,97 min  | 6       | —          | —          | ausgeschieden | ausgeschieden | 12   |
| Alexandre Dupont                                         | 1500 m T54       | 3:10,28 min  | 7       | —          | —          | ausgeschieden | ausgeschieden | 22   |
| Tristan Smyth                                            | 1500 m T54       | 3:11,35 min  | 8       | —          | —          | ausgeschieden | ausgeschieden | 23   |
| Guillaume Ouellet                                        | 5000 m T13       | —            | —       | —          | —          | 14:54,07 min  | 4             | 4    |
| Josh Cassidy                                             | 5000 m T54       | 10:27,94 min | 7       | —          | —          | 11:09,42 min  | 10            | 10   |
| Brent Lakatos Curtis Thom Alexandre Dupont Tristan Smyth | 4 × 400 m T53/54 | 3:11,41 min  | 3       | —          | —          | 3:08,00 min   | 3             |      |
| Frauen                                                   |                  |              |         |            |            |               |               |      |
| Marissa Papaconstantinou                                 | 100 m T44        | 13,65 s      | 3       | —          | —          | ausgeschieden | ausgeschieden | 9    |
| Michelle Stilwell                                        | 100 m T52        | —            | —       | —          | —          | 19,42 s       | 1             |      |
| Ilana Dupont                                             | 100 m T53        | 17,81 s      | 4       | —          | —          | 17,82 s       | 8             | 8    |
| Marissa Papaconstantinou                                 | 200 m T44        | DSQ          | DSQ     | —          | —          | ausgeschieden | ausgeschieden | DSQ  |
| Michelle Stilwell                                        | 400 m T52        | —            | —       | —          | —          | 1:05,43 min   | 1             |      |
| Ilana Dupont                                             | 400 m T53        | 1:00,03 min  | 5       | —          | —          | ausgeschieden | ausgeschieden | 10   |
| Diane Roy                                                | 400 m T54        | 57,29 s      | 5       | —          | —          | ausgeschieden | ausgeschieden | 9    |
| Ilana Dupont                                             | 800 m T53        | 2:01,17 min  | 6       | —          | —          | ausgeschieden | ausgeschieden | 12   |
| Diane Roy                                                | 800 m T54        | 1:53,51 min  | 3       | —          | —          | 1:51,51 min   | 7             | 7    |
| Diane Roy                                                | 1500 m T54       | 3:32,13 min  | 3       | —          | —          | 3:24,57 min   | 6             | 6    |
| Diane Roy                                                | 5000 m T54       | 11:58,04 min | 5       | —          | —          | 11:58,78 min  | 7             | 7    |

Springen und Werfen
| Athleten               | Wettbewerb      | Finale  | Finale | Rang |
| Athleten               | Wettbewerb      | Weite   | Rang   | Rang |
| ---------------------- | --------------- | ------- | ------ | ---- |
| Männer                 |                 |         |        |      |
| Kevin Strybosch        | Diskuswurf F37  | 41,81 m | 9      | 9    |
| Alister McQueen        | Speerwurf F44   | 55,56 m | 2      |      |
| Frauen                 |                 |         |        |      |
| Ness Murby             | Diskuswurf F11  | 28,02 m | 6      | 6    |
| Renee Danielle Foessel | Diskuswurf F38  | 30,70   | 4      | 4    |
| Jennifer Brown         | Diskuswurf F38  | 27,95 m | 7      | 7    |
| Pamela Lejean          | Kugelstoßen F53 | 4,16 m  | 4      | 4    |

### Kanu
| Athleten           | Wettbewerb | Vorlauf  | Vorlauf | Halbfinale | Halbfinale | Finale   | Finale | Rang |
| Athleten           | Wettbewerb | Zeit     | Rang    | Zeit       | Rang       | Zeit     | Rang   | Rang |
| ------------------ | ---------- | -------- | ------- | ---------- | ---------- | -------- | ------ | ---- |
| Frauen             |            |          |         |            |            |          |        |      |
| Christine Gauthier | KL2 200 m  | 59,077 s | 3       | 59,482 s   | 1          | 58,109 s | 4      | 4    |
| Erica Scarff       | KL3 200 m  | 54,904 s | 3       | 55,525 s   | 3          | 53,916 s | 7      | 7    |

### Radsport

#### Straße
| Athleten                                    | Wettbewerb            | Zeit         | Rang   |
| ------------------------------------------- | --------------------- | ------------ | ------ |
| Männer                                      |                       |              |        |
| Ross Wilson                                 | Einzelzeitfahren C1   | 28:47,34 min | Silber |
| Ross Wilson                                 | Straßenrennen C1–2–3  | DNF          | DNF    |
| Tristen Chernove                            | Einzelzeitfahren C2   | 27;43,16 min | Gold   |
| Tristen Chernove                            | Straßenrennen C1–2–3  | 1:54;49 h    | 15     |
| Michael Sametz                              | Einzelzeitfahren C3   | 39:41,23 min | Bronze |
| Michael Sametz                              | Straßenrennen C1–2–3  | DNF          | DNF    |
| Daniel Chalifour Pilot:Jean-Michel Lachance | Einzelzeitfahren B    | 37:09,53 min | 15     |
| Daniel Chalifour Pilot:Jean-Michel Lachance | Straßenrennen B       | DNF          | DNF    |
| Charles Moreau                              | Einzelzeitfahren H3   | 29:26,91 min | Bronze |
| Charles Moreau                              | Straßenrennen H3      | 1:33:17 h    | Bronze |
| Frauen                                      |                       |              |        |
| Marie-Claude Molnar                         | Einzelzeitfahren C4   | 30:54,75 min | 5      |
| Marie-Claude Molnar                         | Straßenrennen C4-5    | 2:37:49 h    | 16     |
| Nicole Clermont                             | Einzelzeitfahren C5   | 30:32,59 min | 8      |
| Nicole Clermont                             | Straßenrennen C4-5    | DNF          | DNF    |
| Robbi Weldon Pilotin: Audrey Lemieux        | Einzelzeitfahren B    | 41:38,98 min | 7      |
| Robbi Weldon Pilotin: Audrey Lemieux        | Straßenrennen B       | 2:01:16 h    | 5      |
| Shawna Ryan Pilotin: Joanie Caron           | Einzelzeitfahren B    | 43:04,33 min | 13     |
| Shawna Ryan Pilotin: Joanie Caron           | Straßenrennen B       | 2:11:40 h    | 12     |
| Shelley Gautier                             | Einzelzeitfahren T1-2 | 26:50,87 min | Bronze |
| Shelley Gautier                             | Straßenrennen T1-2    | 1:11:37 h    | 6      |
| Marie-Eve Croteau                           | Einzelzeitfahren T1-2 | 29:43,47 min | 6      |
| Marie-Eve Croteau                           | Straßenrennen T1-2    | 1:08:42 h    | 4      |

#### Bahn
| Athleten                                    | Wettbewerb                   | Qualifikation | Qualifikation | Finals        | Finals        | Rang   |
| Athleten                                    | Wettbewerb                   | Zeit          | Rang          | Gegner        | Zeit          | Rang   |
| ------------------------------------------- | ---------------------------- | ------------- | ------------- | ------------- | ------------- | ------ |
| Männer                                      |                              |               |               |               |               |        |
| Daniel Chalifour Pilot:Jean-Michel Lachance | 4000 m Einerverfolgung B     | 4:24,129 min  | 9             | ausgeschieden | ausgeschieden | 9      |
| Ross Wilson                                 | 3000 m Einerverfolgung C1    | 3:53,666 min  | 2             | Li Z.         | OVL           | Silber |
| Ross Wilson                                 | 1000 m Einzelzeitfahren C1-3 | —             | —             | —             | 1:14,549 min  | 15     |
| Tristen Chernove                            | 3000 m Einerverfolgung C2    | 3:44,731 min  | 2             | Liang G.      | 3:47,412 min  | Silber |
| Tristen Chernove                            | 1000 m Einzelzeitfahren C1-3 | —             | —             | —             | 1:09,583 min  | Bronze |
| Michael Sametz                              | 3000 m Einerverfolgung C3    | 3:38,459 min  | 3             | E. Clifford   | 3:41,590 min  | 4      |
| Michael Sametz                              | 1000 m Einzelzeitfahren C1-3 | —             | —             | —             | 1:15,171 min  | 17     |
| Frauen                                      |                              |               |               |               |               |        |
| Marie-Claude Molnar                         | 3000 m Einerverfolgung C4    | 4:08,452 min  | 5             | ausgeschieden | ausgeschieden | 5      |
| Nicole Clermont                             | 3000 m Einerverfolgung C5    | 4:08,557 min  | 9             | ausgeschieden | ausgeschieden | 9      |

### Reiten
| Athleten | Wettbewerb(e)             | Punkte/Prozent | Rang |
| --- | ------------------------- | -------------- | ---- |
| Robyn Andrews mit Francianna                                                                                             | Individual Test-Grade Ia  | 64,261 %       | 22   |
| Ashley Gowanlock mit Di Scansano                                                                                         | Individual Test-Grade Ib  | 65,103 %       | 9    |
| Lauren Barwick mit Onyx                                                                                                  | Individual Test-Grade II  | 68,686 %       | 7    |
| Lauren Barwick mit Onyx                                                                                                  | Kür Grade II              | 70,450 %       | 6    |
| Roberta Sheffield mit Double Agent                                                                                       | Individual Test-Grade III | 67,146 %       | 14   |
| Lauren Barwick mit Onyx Ashley Gowanlock mit Di Scansano Robyn Andrews mit Francianna Roberta Sheffield mit Double Agent | Mannschaft                | 404,926 %      | 13   |

### Rudern
| Athleten                                                                        | Wettbewerb     | Vorlauf    | Vorlauf | Hoffnungslauf | Hoffnungslauf | Finale     | Finale | Rang   |
| Athleten                                                                        | Wettbewerb     | Zeit (min) | Rang    | Zeit (min)    | Rang          | Zeit (min) | Rang   | Rang   |
| ------------------------------------------------------------------------------- | -------------- | ---------- | ------- | ------------- | ------------- | ---------- | ------ | ------ |
| Mixed                                                                           |                |            |         |               |               |            |        |        |
| Meghan Montgomery Victoria Nolan Curtis Halladay Andrew Todd Kristen Kit (Stf.) | Vierer Ltamix4 | 3:24,69    | 2       | 3:33,85       | 1             | 3:19,90    | 3      | Bronze |

### Rollstuhlbasketball
| Wettbewerb        | Männer | Frauen |
| ----------------- | --- | --- |
| Athleten          | Abdi Dini David Eng Bo Hedges Chad Jassman Adam Lancia Tyler Miller Deion Green Peter Won Ben Moronchuk Liam Hickey Nik Goncin Jonathan Vermette | Darda Sales Katie Harnock Jamey Jewells Janet McLachlan Cindy Ouellet Tamara Steeves Arinn Young Rosalie Lalonde Amanda Yan Tracey Ferguson Erica Gavel Melanie Hawtin |
| Gruppenphase      | Spanien (46:80) Australien (53:78) Niederlande (32:49) Japan (45:76) Türkei (46:67)                                                              | Vereinigtes Königreich (43:36) Argentinien (73:28) Deutschland (54:68) Brasilien (82:49)                                                                               |
| Spiel um Platz 11 | Algerien (70:51) | — |
| Viertelfinale     | ausgeschieden | Niederlande (60:78) |
| Spiel um Platz 5  | ausgeschieden | Volksrepublik China (63:52) |
| Rang              | 11 | 5 |

### Rollstuhlfechten
| Männer           |                |                   |     |                  |               |               |               |               |               |   |
| Matthieu Hebert  | Degen Einzel A | M. Betti          | 4:5 | ausgeschieden    | ausgeschieden | ausgeschieden | ausgeschieden | ausgeschieden | ausgeschieden | 9 |
| Matthieu Hebert  | Degen Einzel A | Z. Al-Madhkhoori  | 1:5 | ausgeschieden    | ausgeschieden | ausgeschieden | ausgeschieden | ausgeschieden | ausgeschieden | 9 |
| Matthieu Hebert  | Degen Einzel A | R. Noble          | 1:5 | ausgeschieden    | ausgeschieden | ausgeschieden | ausgeschieden | ausgeschieden | ausgeschieden | 9 |
| Matthieu Hebert  | Degen Einzel A | Sun Gang          | 2:5 | ausgeschieden    | ausgeschieden | ausgeschieden | ausgeschieden | ausgeschieden | ausgeschieden | 9 |
| Matthieu Hebert  | Degen Einzel A | F. Luiz Damasceno | 5:1 | ausgeschieden    | ausgeschieden | ausgeschieden | ausgeschieden | ausgeschieden | ausgeschieden | 9 |
| Pierre Mainville | Säbel Einzel B | P. Triantafyllou  | 1:5 | P. Triantafyllou | 6:15          | ausgeschieden | ausgeschieden | ausgeschieden | ausgeschieden | 5 |
| Pierre Mainville | Säbel Einzel B | Feng Y.           | 2:5 | P. Triantafyllou | 6:15          | ausgeschieden | ausgeschieden | ausgeschieden | ausgeschieden | 5 |
| Pierre Mainville | Säbel Einzel B | A. Castro         | 1:5 | P. Triantafyllou | 6:15          | ausgeschieden | ausgeschieden | ausgeschieden | ausgeschieden | 5 |
| Pierre Mainville | Säbel Einzel B | B. Cheema         | 5:0 | P. Triantafyllou | 6:15          | ausgeschieden | ausgeschieden | ausgeschieden | ausgeschieden | 5 |

### Rollstuhlrugby
| Wettbewerb       | Mixed |
| ---------------- | --- |
| Athleten         | Ian Chan Patrice Dagenais Trevor Hirschfield Fabien Lavoie Zak Madell Travis Murao Patrice Simard Michael Whitehead David Willsie Miranda Biletski Cody Caldwell Byron Green |
| Gruppenphase     | Brasilien (62:48) Vereinigtes Königreich (50:49) Australien (62:63) |
| Halbfinale       | Vereinigte Staaten (55:60) |
| Spiel um Platz 3 | Japan (50:52) |
| Rang             | 4 |

### Rollstuhltennis
| Athleten        | Wettbewerb | 1. Runde      | 1. Runde | 2. Runde      | 2. Runde      | Achtelfinale  | Achtelfinale  | Viertelfinale | Viertelfinale | Halbfinale    | Halbfinale    | Finale / Platz 3 | Finale / Platz 3 | Rang |
| Athleten        | Wettbewerb | Gegner        | Ergebnis | Gegner        | Ergebnis      | Gegner        | Ergebnis      | Gegner        | Ergebnis      | Gegner        | Ergebnis      | Gegner           | Ergebnis         | Rang |
| --------------- | ---------- | ------------- | -------- | ------------- | ------------- | ------------- | ------------- | ------------- | ------------- | ------------- | ------------- | ---------------- | ---------------- | ---- |
| Männer          |            |               |          |               |               |               |               |               |               |               |               |                  |                  |      |
| Philippe Bedard | Einzel     | D. Phillipson | 0:6, 1:6 | ausgeschieden | ausgeschieden | ausgeschieden | ausgeschieden | ausgeschieden | ausgeschieden | ausgeschieden | ausgeschieden | ausgeschieden    | ausgeschieden    | 33   |

### Segeln
| Mixed                                   |                        |      |    |        |
| Bruce Millar                            | Einer Kielboot 2.4mR   | 83,0 | 10 | 10     |
| John McRoberts Jackie Gay               | Zweier Kielboot Skud18 | 34,0 | 2  | Silber |
| Paul Tingley Logan Campbell Scott Lutes | Dreier Kielboot Sonar  | 51,0 | 3  | Bronze |

### Sitzvolleyball
| Wettbewerb       | Frauen |
| ---------------- | --- |
| Athleten         | Chantal Beauchesne Angelena Dolezar Danielle Ellis Leanne Muldrew Jennifer Oakes Shacarra Orr Heidi Peters Tessa Popoff Felicia Voss-Shafiq Amber Skyrpan Jolan Wong Katelyn Wright |
| Gruppenphase     | Brasilien 0:3 Niederlande 1:3 Ukraine 0:3 |
| Spiel um Platz 7 | Ruanda 3:0 |
| Rang             | 7 |

### Schießen
| Athleten     | Wettbewerb                  | Qualifikation   | Qualifikation | Finale          | Finale        | Rang |
| Athleten     | Wettbewerb                  | Ringe/ Scheiben | Rang          | Ringe/ Scheiben | Rang          | Rang |
| ------------ | --------------------------- | --------------- | ------------- | --------------- | ------------- | ---- |
| Mixed        |                             |                 |               |                 |               |      |
| Doug Blessin | 10 m Luftgewehr liegend SH2 | 634,7           | 5             | 124,9           | 6             | 6    |
| Doug Blessin | 10 m Luftgewehr stehend SH2 | 621             | 25            | ausgeschieden   | ausgeschieden | 25   |

### Schwimmen
| Athleten                                                             | Wettbewerb               | Vorlauf     | Vorlauf | Finale        | Finale        | Rang   |
| Athleten                                                             | Wettbewerb               | Zeit        | Rang    | Zeit          | Rang          | Rang   |
| -------------------------------------------------------------------- | ------------------------ | ----------- | ------- | ------------- | ------------- | ------ |
| Männer                                                               |                          |             |         |               |               |        |
| Benoit Huot                                                          | 100 m Rücken S10         | 1:01,03 min | 5       | 1:00,33 min   | 5             | 5      |
| Benoit Huot                                                          | 400 m Freistil S10       | 4:10,58 min | 4       | 4:04,63 min   | 3             | Bronze |
| Benoit Huot                                                          | 200 m Lagen SM10         | 2:13,98 min | 4       | 2:11,85 min   | 4             | 4      |
| Alec Elliot                                                          | 100 m Rücken S10         | 1:01,36 min | 7       | 1:02,45 min   | 7             | 7      |
| Alec Elliot                                                          | 100 m Brust SB9          | 1:13,36 min | 10      | ausgeschieden | ausgeschieden | 10     |
| Alec Elliot                                                          | 100 m Schmetterling S10  | 59,13 s     | 6       | 58,35 s       | 4             | 4      |
| Alec Elliot                                                          | 50 m Freistil S10        | 25,04 s     | 7       | 24,84 s       | 8             | 8      |
| Alec Elliot                                                          | 100 m Freistil S10       | 55,28 s     | 11      | ausgeschieden | ausgeschieden | 11     |
| Alec Elliot                                                          | 400 m Freistil S10       | 4:22,51 min | 11      | ausgeschieden | ausgeschieden | 11     |
| Nicolas Guy Turbide                                                  | 100 m Rücken S13         | 59,93 s     | 2       | 59,55 s       | 3             | Bronze |
| Nicolas Guy Turbide                                                  | 50 m Freistil S13        | 25,54 s     | 8       | 25,52 s       | 8             | 8      |
| Devin Gotell                                                         | 100 m Rücken S13         | 1:06,56 min | 8       | 1:06,62 min   | 8             | 8      |
| Devin Gotell                                                         | 50 m Freistil S13        | 27,24 s     | 19      | ausgeschieden | ausgeschieden | 19     |
| Devin Gotell                                                         | 400 m Freistil S13       | 4:25,72 min | 11      | ausgeschieden | ausgeschieden | 11     |
| Devin Gotell                                                         | 200 m Lagen SM13         | 2:28,27 min | 16      | ausgeschieden | ausgeschieden | 16     |
| Tyler Mrak                                                           | 100 m Rücken S13         | 1:11,88 min | 11      | ausgeschieden | ausgeschieden | 11     |
| Tyler Mrak                                                           | 100 m Brust SB13         | 1:15,69 min | 11      | ausgeschieden | ausgeschieden | 11     |
| Tyler Mrak                                                           | 100 m Schmetterling S13  | 1:09,28 min | 20      | ausgeschieden | ausgeschieden | 20     |
| Tyler Mrak                                                           | 100 m Freistil S13       | 1:00,01 min | 22      | ausgeschieden | ausgeschieden | 22     |
| Tyler Mrak                                                           | 400 m Freistil S13       | 4:46,12 min | 13      | ausgeschieden | ausgeschieden | 13     |
| Tyler Mrak                                                           | 200 m Lagen SM13         | 2:27,61 min | 15      | ausgeschieden | ausgeschieden | 15     |
| Gordie Michie                                                        | 100 m Rücken S14         | 1:05,21 min | 7       | 1:05,12 min   | 5             | 5      |
| Gordie Michie                                                        | 100 m Brust SB14         | 1:12,01 min | 11      | ausgeschieden | ausgeschieden | 11     |
| Gordie Michie                                                        | 200 m Freistil S14       | 2:06,46 min | 14      | ausgeschieden | ausgeschieden | 14     |
| Gordie Michie                                                        | 200 m Lagen SM14         | 2:19,85 min | 8       | 2:18,88 min   | 8             | 8      |
| Jonathan Dieleman                                                    | 50 m Brust SB3           | 50,08 s     | 5       | 50,21 s       | 5             | 5      |
| James Leroux                                                         | 100 m Brust SB9          | 1:10,05 min | 8       | 1:10,03 min   | 7             | 7      |
| Isaac Bouckley                                                       | 100 m Brust SB9          | 1:12,39 min | 9       | ausgeschieden | ausgeschieden | 9      |
| Isaac Bouckley                                                       | 50 m Freistil S10        | 25,80 s     | 13      | ausgeschieden | ausgeschieden | 13     |
| Isaac Bouckley                                                       | 100 m Freistil S10       | 56,16 s     | 13      | ausgeschieden | ausgeschieden | 13     |
| Isaac Bouckley                                                       | 400 m Freistil S10       | 4:20,21 min | 10      | ausgeschieden | ausgeschieden | 10     |
| Isaac Bouckley                                                       | 200 m Lagen SM10         | 2:15,67 min | 7       | 2:17,33 min   | 8             | 8      |
| Danial Murphy                                                        | 50 m Schmetterling S5    | 48,34 s     | 15      | ausgeschieden | ausgeschieden | 15     |
| Danial Murphy                                                        | 100 m Freistil S5        | 1:32,00 min | 14      | ausgeschieden | ausgeschieden | 14     |
| Danial Murphy                                                        | 200 m Freistil S5        | 3:07,41 min | 13      | ausgeschieden | ausgeschieden | 13     |
| Nathan Clement                                                       | 50 m Schmetterling S6    | 34,04 s     | 8       | 33,13 s       | 7             | 7      |
| Nathan Clement                                                       | 50 m Freistil S6         | 34,47 s     | 18      | ausgeschieden | ausgeschieden | 18     |
| Jean-Michel Lavalliere                                               | 50 m Schmetterling S7    | 34,13 s     | 10      | ausgeschieden | ausgeschieden | 10     |
| Jean-Michel Lavalliere                                               | 50 m Freistil S7         | 32,04 s     | 10      | ausgeschieden | ausgeschieden | 10     |
| Jean-Michel Lavalliere                                               | 100 m Freistil S7        | 1:10,27 min | 12      | ausgeschieden | ausgeschieden | 12     |
| Nathan Stein                                                         | 100 m Schmetterling S10  | 59,05 s     | 5       | 58,64 s       | 5             | 5      |
| Nathan Stein                                                         | 50 m Freistil S10        | 24,34 s     | 4       | 24,00 s       | 5             | 5      |
| Nathan Stein                                                         | 100 m Freistil S10       | 54,56 s     | 6       | 54,43 s       | 7             | 7      |
| Zack McAllister                                                      | 50 m Freistil S8         | 27,90 s     | 8       | 27,73 s       | 8             | 8      |
| Zack McAllister                                                      | 100 m Freistil S8        | 1:01,36 min | 8       | 1:01,37 min   | 7             | 7      |
| Zack McAllister Nathan Stein Nathan Clement Alexander Elliot         | 4 × 100 m Freistil 34 pt | —           | —       | 4:12,60 min   | 7             | 7      |
| Jean-Michel Lavalliere Zack McAllister Alexander Elliot James Leroux | 4 × 100 m Lagen 34 pt    | —           | —       | 4:27,78 min   | 7             | 7      |
| Frauen                                                               |                          |             |         |               |               |        |
| Tess Routliffe                                                       | 100 m Rücken S7          | 1:29,96 min | 10      | ausgeschieden | ausgeschieden | 10     |
| Tess Routliffe                                                       | 100 m Brust SB7          | 1:36,34 min | 4       | 1:35,09 min   | 4             | 4      |
| Tess Routliffe                                                       | 50 m Schmetterling S7    | 39,26 s     | 8       | 39,17 s       | 7             | 7      |
| Tess Routliffe                                                       | 50 m Freistil S7         | 34,74 s     | 6       | 33,89 s       | 5             | 5      |
| Tess Routliffe                                                       | 100 m Freistil S7        | 1:15,70 min | 7       | 1:13,97 min   | 6             | 6      |
| Tess Routliffe                                                       | 200 m Lagen SM7          | 3:04,87 min | 2       | 3:02,05 min   | 2             | Silber |
| Sarah Mehain                                                         | 100 m Rücken S7          | 1:32,65 min | 11      | ausgeschieden | ausgeschieden | 11     |
| Sarah Mehain                                                         | 100 m Brust SB7          | 1:47,94 min | 10      | ausgeschieden | ausgeschieden | 10     |
| Sarah Mehain                                                         | 50 m Schmetterling S7    | 36,91 s     | 4       | 36,46 s       | 4             | 4      |
| Sarah Mehain                                                         | 50 m Freistil S7         | 34,91 s     | 8       | 34,57 s       | 7             | 7      |
| Sarah Mehain                                                         | 200 m Lagen SM7          | 3:14,82 min | 5       | 3:11,16 min   | 5             | 5      |
| Abi Tripp                                                            | 100 m Rücken S8          | 1:24,82 min | 10      | ausgeschieden | ausgeschieden | 10     |
| Abi Tripp                                                            | 50 m Freistil S8         | 32,39 s     | 10      | ausgeschieden | ausgeschieden | 10     |
| Abi Tripp                                                            | 100 m Freistil S8        | 1:10,30 min | 7       | 1:10,40 min   | 7             | 7      |
| Abi Tripp                                                            | 400 m Freistil S8        | 5:21,09 min | 8       | 5:16,25 min   | 6             | 6      |
| Abi Tripp                                                            | 200 m Lagen SM8          | 2:57,30 min | 8       | 2:55,08 min   | 8             | 8      |
| Danielle Dorris                                                      | 100 m Rücken S8          | 1:29,20 min | 15      | ausgeschieden | ausgeschieden | 15     |
| Danielle Dorris                                                      | 100 m Schmetterling S8   | 1:21,99 min | 10      | ausgeschieden | ausgeschieden | 10     |
| Sabrina Duchesne                                                     | 100 m Rücken S8          | 1:32,63 min | 17      | ausgeschieden | ausgeschieden | 17     |
| Sabrina Duchesne                                                     | 50 m Freistil S8         | 34,87 s     | 13      | ausgeschieden | ausgeschieden | 13     |
| Sabrina Duchesne                                                     | 100 m Freistil S8        | 1:15,41 min | 11      | ausgeschieden | ausgeschieden | 11     |
| Sabrina Duchesne                                                     | 400 m Freistil S8        | 5:24,51 min | 9       | ausgeschieden | ausgeschieden | 9      |
| Sabrina Duchesne                                                     | 200 m Lagen SM8          | 3:17,01 min | 14      | ausgeschieden | ausgeschieden | 14     |
| Aurelie Rivard                                                       | 100 m Rücken S10         | 1:10,47 min | 4       | 1:09,62 min   | 4             | 4      |
| Aurelie Rivard                                                       | 50 m Freistil S10        | 27,83 s     | 1       | 27,37 s       | 1             | Gold   |
| Aurelie Rivard                                                       | 100 m Freistil S10       | 59,89 s     | 1       | 59,31 s       | 1             | Gold   |
| Aurelie Rivard                                                       | 400 m Freistil S10       | 4:40,86 min | 1       | 4:29,96 min   | 1             | Gold   |
| Aurelie Rivard                                                       | 200 m Lagen SM10         | 2:33,88 min | 2       | 2:30,03 min   | 2             | Silber |
| Tammy Cunnington                                                     | 50 m Brust SB3           | 1:19,78 min | 13      | ausgeschieden | ausgeschieden | 13     |
| Tammy Cunnington                                                     | 50 m Schmetterling S5    | 53,67 s     | 11      | ausgeschieden | ausgeschieden | 11     |
| Tammy Cunnington                                                     | 50 m Freistil S4         | 51,97 s     | 11      | ausgeschieden | ausgeschieden | 11     |
| Tammy Cunnington                                                     | 150 m Lagen SM4          | 3:38,53 min | 11      | ausgeschieden | ausgeschieden | 11     |
| Nydia Langill                                                        | 100 m Brust SB6          | 1:55,13 min | 12      | ausgeschieden | ausgeschieden | 12     |
| Nydia Langill                                                        | 200 m Lagen SM7          | 3:44,41 min | 10      | ausgeschieden | ausgeschieden | 10     |
| Camille Berube                                                       | 100 m Brust SB7          | 1:45,54 min | 9       | ausgeschieden | ausgeschieden | 9      |
| Katarina Roxon                                                       | 100 m Brust SB8          | 1:21,27 min | 1       | 1:19,44 min   | 1             | Gold   |
| Katarina Roxon                                                       | 100 m Schmetterling S9   | 1:16,93 min | 16      | ausgeschieden | ausgeschieden | 16     |
| Katarina Roxon                                                       | 100 m Freistil S9        | 1:07,19 min | 14      | ausgeschieden | ausgeschieden | 14     |
| Katarina Roxon                                                       | 400 m Freistil S9        | 5:10,62 min | 11      | ausgeschieden | ausgeschieden | 11     |
| Katarina Roxon                                                       | 200 m Lagen SM9          | 2:38,75 min | 5       | 2:37,87 min   | 7             | 7      |
| Samantha Ryan                                                        | 100 m Schmetterling S10  | 1:11,12 min | 4       | 1:09,73 min   | 5             | 5      |
| Samantha Ryan                                                        | 50 m Freistil S10        | 30,98 s     | 18      | ausgeschieden | ausgeschieden | 18     |
| Samantha Ryan                                                        | 100 m Freistil S10       | 1:08,65 min | 19      | ausgeschieden | ausgeschieden | 19     |
| Morgan Bird                                                          | 50 m Freistil S8         | 31,49 s     | 6       | 31,29 s       | 7             | 7      |
| Morgan Bird                                                          | 100 m Freistil S8        | 1:09,92 min | 6       | 1:09,67 min   | 5             | 5      |
| Morgan Bird                                                          | 400 m Freistil S8        | 5:25,09 min | 10      | ausgeschieden | ausgeschieden | 10     |
| Morgan Bird                                                          | 200 m Lagen SM8          | 3:07,03 min | 10      | ausgeschieden | ausgeschieden | 10     |
| Katarina Roxon Morgan Bird Aurelie Rivard Tess Routliffe             | 4 × 100 m Freistil 34 pt | —           | —       | 4:29,40 min   | 5             | 5      |
| Katarina Roxon Morgan Bird Aurelie Rivard Danielle Dorris            | 4 × 100 m Lagen 34 pt    | —           | —       | 5:01,13 min   | 5             | 5      |

### Triathlon
| Athleten          | Klasse | Zeit      | Rang   |
| ----------------- | ------ | --------- | ------ |
| Männer            |        |           |        |
| Stefan Daniel     | PT4    | 1:03:05 h | Silber |
| Frauen            |        |           |        |
| Chantal Givens    | PT4    | 1:19:13 h | 8      |
| Christine Robbins | PT5    | 1:22:59 h | 10     |

### Tischtennis
| Athleten       | Wettbewerb | Gruppenphase | Gruppenphase | Achtelfinale | Achtelfinale | Viertelfinale | Viertelfinale | Halbfinale | Halbfinale | Finale    | Finale | Rang |
| Athleten       | Wettbewerb | Gegner       | Erg.         | Gegner       | Erg.         | Gegner        | Erg.          | Gegner     | Erg.       | Gegner    | Erg.   | Rang |
| -------------- | ---------- | ------------ | ------------ | ------------ | ------------ | ------------- | ------------- | ---------- | ---------- | --------- | ------ | ---- |
| Frauen         |            |              |              |              |              |               |               |            |            |           |        |      |
| Stephanie Chan | Einzel C7  | Wang Rui     | 2:3          | —            | —            | —             | —             | K.van Zon  | 3:0        | Kim S.-ok | 1:3    | 4    |
| Stephanie Chan | Einzel C7  | A. Barneoud  | 3:0          | —            | —            | —             | —             | K.van Zon  | 3:0        | Kim S.-ok | 1:3    | 4    |
| Stephanie Chan | Einzel C7  | Kim S.-ok    | 2:3          | —            | —            | —             | —             | K.van Zon  | 3:0        | Kim S.-ok | 1:3    | 4    |